# کسکین
کسکین (به ترکی استانبولی: Keskin) شهری است در کشور ترکیه که در استان قیریق‌قلعه واقع شده‌است. جمعیت این شهر بر اساس سرشماری سال ۲۰۰۸ میلادی ۱۰٬۸۵۳ نفر و بر اساس برآوردهای سال ۲۰۰۹ میلادی ۱۰٬۴۳۵ نفر می‌باشد.